# ASOBU
ASOBU（アソブ、1982年10月14日 - ）は、日本の男性ファッションモデル。イギリス出身。本名、カール・遊・リング。
N・F・B所属。

## 人物・来歴
- 趣味はサッカー、スケートボード、スノーボード。特技はギター、お酒。
- 小学3年生までイギリスで育つ。
- 同じくモデルのダニエルは実兄である。

## 主な出演

### 雑誌
- MEN'S NON-NO（集英社）
- Men's JOKER（KKベストセラーズ）
- POPEYE（マガジンハウス）
- FINEBOYS（日之出出版）
- BRUTUS（マガジンハウス）
- Esquire 日本版　他
- UOMO（集英社）
- RUDO（マガジン・マガジン）
- 装苑（文化出版局）
- ゼクシィPremier HOMME（リクルート）
- Fine（日之出出版）
- MOTONAVI（エフテンブック）
- OCEANS(ライトハウスメディア）
- PEARLY GATES

### 広告
- リーバイス
- マルイ
- ユニクロ
- 丸井
- NTTドコモ　他

### CM
- 眼鏡市場「レギュラー編」

### ショー
- ジョルジオ・アルマーニ
- ルイ・ヴィトン
- ケイタ・マルヤマ
- ヒロミチナカノ
- コムサデモード
- 仙台コレクション（2009年9月22日）

　他

### MV
- JUJU 『STAYIN’ ALIVE』

## 写真集
- ボクたちの夏休み Boys in Summer（朝日出版社、1999年9月、ISBN 4-255-99043-3）
同じくモデルのENRIQUE、Eikichi、Danを含めた4人の写真集。